# João Láscaris

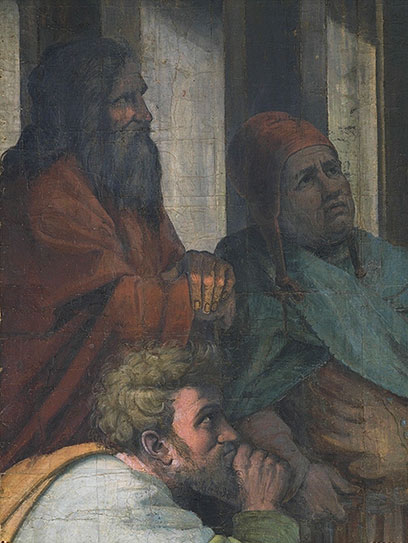
Janos Láscaris, à esquerda, com o papa Leão X, à direita, num detalhe de "São Paulo pregando em Atenas", de Rafael, atualmente no Victoria and Albert Museum de Londres.

João Láscaris (em grego: Ἰᾶνoς Λάσκαρις; romaniz.: Ianos Laskaris; em latim: Janus Lascaris; Constantinopla, c. 1445 – Roma, 7 de dezembro de 1535 (90 anos)), chamado também de Janos Láscaris ou João Rindaceno (Johannes Rhyndacenus - "João de Ríndaco", uma cidade na Ásia Menor), foi um importante acadêmico grego no Renascimento.

## História
Depois da Queda de Constantinopla, João foi levado para o Peloponeso e para Creta. Ainda muito jovem, foi para Veneza, onde o cardeal Bessarion passou a patrociná-lo e o enviou para estudar latim em Pádua.
Com a morte de Bessarion (1472), Lourenço de Médici recebeu-o em Florença, onde Láscaris proferiu diversas palestras sobre Tucídides, Demóstenes, Sófocles e a Antologia Grega. Lourenço enviou-o duas vezes para a Grécia em busca de manuscritos. Quando ele retornou de sua segunda viagem (1492), trouxe consigo mais de 200, obtidos em Monte Atos.
Lourenço morreu neste ínterim (1492) e Láscaris passou a trabalhar para o Reino da França e foi embaixador entre 1503 e 1508, período no qual se afiliou à Academia Grega de Aldo Manúcio; porém, se este se beneficiou do trabalho de Láscaris, nenhuma obra impressa por sua academia foi publicada em seu nome. Láscaris morou em Roma na época do papa Leão X, o primeiro papa da família Médici, entre 1513 e 1518, e retornou mais duas vezes, na época de Clemente VII (1523) e Paulo III (1534).
Neste mesmo período, Láscaris ajudou o rei Luís XII da França a formar sua biblioteca em Blois e, quando Francisco I a mudou para Fontainebleau, Láscaris e Budé foram encarregados da organização.
Muitas editiones principes são devidas ao diligente trabalho de busca de João Láscaris, incluindo a Antologia Grega (1494), quatro peças de Eurípides, Calímaco (c. 1495), Apolônio de Rodes, Luciano (1496), os escólios de Dídimas (Roma, 1517) e de Porfírio (1518) sobre Homero (Roma, 1518), e os "escólios velhos" (scholia vetera) sobre Sófocles (Roma, 1518). 
Entre seus pupilos estão Marco Musuro e Germain de Brie.